# Xyris lanulobractea
Xyris lanulobractea är en gräsväxtart som beskrevs av Julian Alfred Steyermark. Xyris lanulobractea ingår i släktet Xyris och familjen Xyridaceae. Inga underarter finns listade i Catalogue of Life.